# خطوة محددة لسرعة التفاعل

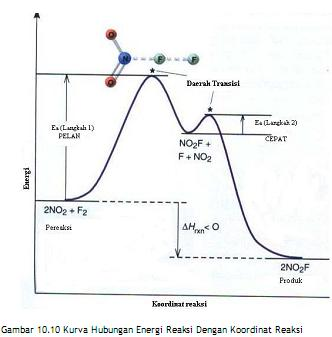

عند دراسة حركيات التفاعلات الكيميائية فإن سرعة (أو معدل) تفاعل كيميائي ما عادةً ما يحدد تقريبياً بأبطأ خطوة، والتي تعرف باسم الخطوة المحددة لسرعة التفاعل. بالتالي فإنه بالنسبة لآلية تفاعل ما فإن تخمين معادلة سرعة التفاعل عادة ما تبسط باستخدام هذا التقريب.
يمكن نظرياً من حيث المبدأ تحديد الوقت اللازم لنضوب تراكيز المتفاعلات ولزيادة تراكيز المواد الناتجة انطلاقاً من مجموعة من معادلات تحديد السرعة لجميع الخطوات في آلية تفاعل ما واحدةَ تلو الأخرى؛ إلا أنه من الصعب عملياً حل تلك المعادلات التفاضلية التحليلية، وفي بعض الحالات يلزم استخدام طرق حلول عددية للمعادلات التفاضلية.

## مثال
على سبيل المثال عند دراسة التفاعل الكيميائي
{\displaystyle {\ce {NO2 + CO -> NO + CO2}}}
وجد وفق الدراسات التجريبية أن معدل التفاعل (r) من المرتبة الثانية بالنسبة ل NO2 ومن المرتبة صفر بالنسبة ل CO؛ بالتالي فمعادلة السرعة تكون على الشكل r = k[NO2]2.
مما يعني أن السرعة تحدد بالخطوة التي يتفاعل فيها جزيئان من NO2، في حين أن CO يدخل في التفاعل في الخطوة الأخرى الأسرع. بالتالي من الممكن أن تكون آلية التفاعل تمر عبر خطوتين:
1. {\displaystyle {\ce {NO2 + NO2 -> NO + NO3}}} (خطوة بطيئة محددة للسرعة)
2. {\displaystyle {\ce {NO3 + CO -> NO2 + CO2}}}(خطوة سريعة)

تتشكل وفق هذه الآلية المركب الوسطي النشيط NO3 في المرحلة الأولى، حيث يكون ثابت معدل التفاعل r1 ويتفاعل مع CO في الخطوة الثانية بثابت معدل التفاعل r2. إلا أن NO3 يمكن له أن يتفاعل أيضاً مع NO وذلك بالاتجاه العكسي، حيث يكون ثابت معدل التفاعل r−1.
يبقى تركيز المركب الوسطي النشيط منخفضاً وثابتاً، بالتالي يمكن من منحى تقريبي اعتباره في حالة ثابتة، أي أن معدل تشكله يساوي معدل تفككه واستهلاكه. في هذا المثال يتشكل المركب الوسطي النشيط NO3 بخطوة واحدة ويتفاعل في اثنتين. بالتالي:
{\displaystyle {\frac {d{\ce {[NO3]}}}{dt}}=r_{1}-r_{2}-r_{-1}\approx 0.}
أي أن القول أن الخطوة الأولى هي الخطوة الأبطاً يعني أن الخطوة الأولى في التفاعل العكسي هي أبطأ من الخطوة الثانية في التفاعل المباشر، أي أن كل NO3 يستهلك بتفاعله مع CO وليس مع NO؛ مما يعني أن r−1 ≪ r2
وهذا يقتضي أن r1 − r2 ≈ 0
وبما أن التفاعل الكلي هو متعلق بتشكيل النواتج فإن r = r2 ≈ r1.
أي أن التفاعل الكلي متعلق بمعدل الخطوة الأولى، وأن جميع الجزيئات التي تتشكل في المرحلة الأولى تتابع إلى الخطوة الثانية الأسرع.

### التوازن المسبق
هناك فرضية أخرى تتضمن أن تكون الخطوة الثانية هي الأبطأ وهي المحددة للسرعة، مما يعني أن يكون r2 ≪ r−1؛ بالتالي ووفق ذلك فإن r1 − r−1 ≈ 0 أي أن الخطوة الأولى ستكون غالباً في حالة توازن، وأن المعدل العام لسرعة التفاعل سيتحدد بالخطوة الثانية r = r2 ≪ r1، حيث أن عدداً قليلاً من الجزيئات المتفاعلة في الخطوة الأولى ستمر إلى الخطوة الثانية الأبطأ. في هذه الحالة، سيقوم المركب الوسطي النشيط NO3 بتشكيل حالة توازن مع المتفاعلات قبل المرحلة المحددة للسرعة، وتعرف هذه الحالة باسم التوازن المسبق.
لكن بالمقارنة مع النتائج التجريبية فإن هذه الفرضية مرفوضة. وما يعزز ذلك أن حساب ثابت توازن الخطوة الأولى يسمح بإدخال تركيز المركب الوسطي في المعادلة:
{\displaystyle K_{1}={\frac {{\ce {[NO][NO3]}}}{{\ce {[NO2]^2}}}},}
{\displaystyle [{\ce {NO3}}]=K_{1}{\frac {{\ce {[NO2]^2}}}{{\ce {[NO]}}}}.}
وسيكون معدل التفاعل الإجمالي:
{\displaystyle r=r_{2}=k_{2}{\ce {[NO3][CO]}}=k_{2}K_{1}{\frac {{\ce {[NO2]^2 [CO]}}}{{\ce {[NO]}}}},}
وهذا ما لا يتفق مع النتائج التجريبية. بالتالي فإن الخطوة الأولى هي الأبطأ وهي المحددة للسرعة.